# Sănătatea în Suedia
Suedia este o țară în care sănătatea este considerată foarte dezvoltată, clasându-se între cele cinci țări cu cele mai scăzute mortalități din lume.
Cu toate acestea, conform Euro Health Consumer Index pe 2016, în Suedia sunt probleme de acces la serviciile de sănătate (timpi de așteptare pentru tratament).